# Paratapirus
Il paratapiro (gen. Paratapirus) è un mammifero perissodattilo estinto, appartenente ai tapiridi. Visse tra l'Oligocene superiore e il Miocene inferiore (circa 25 - 19 milioni di anni fa) e i suoi resti fossili sono stati ritrovati in Europa.

## Descrizione
Questo animale era quasi completamente simile a un tapiro attuale, sebbene le dimensioni fossero leggermente ridotte. Era già presente la corta proboscide tipica dei tapiri, e la dentatura mostrava alcune differenze. Il secondo premolare superiore era già "molarizzato" e di forma quadrata; i premolari superiori 3 e 4 erano rettangolari, con protolofo e metalofo quasi paralleli e separati, e con protocono e ipocono non fusi, il che permetteva l'apertura dalla parte linguale dell'avvallamento mediano (Cerdeno e Ginsburg, 1988).

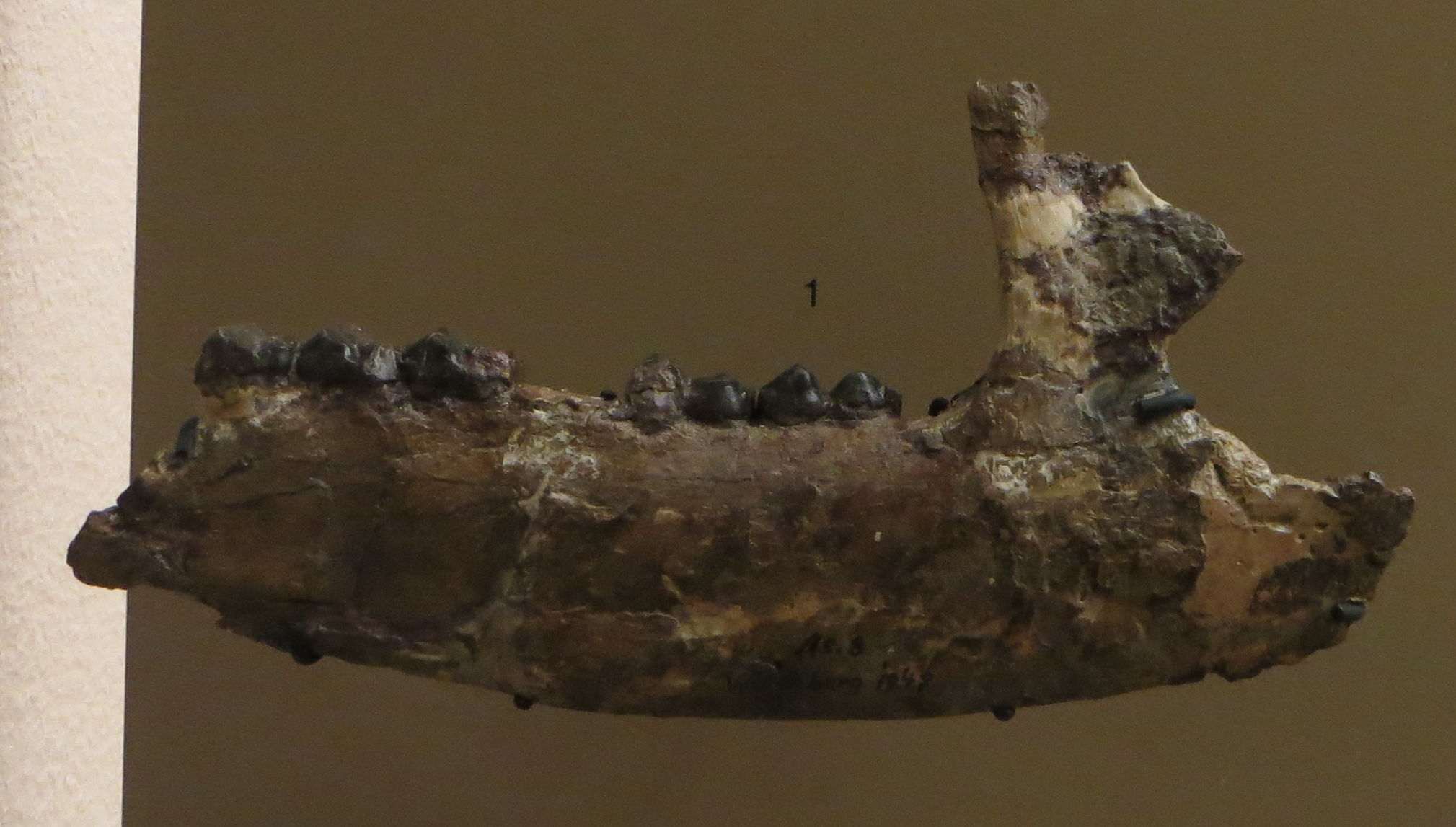
Mandibola di Paratapirus intermedius

## Classificazione
Il genere Paratapirus venne istituito nel 1902 per accogliere la specie Tapirus helvetius, descritta da Hermann von Meyer nel 1867 e proveniente da terreni oligocenici della Svizzera (zona di Haslen). Successivamente, al genere venne attribuita anche la specie P. intermedius, descritta in precedenza da Filhol come una specie di Tapirus. Paratapirus è considerato una forma intermedia tra i tapiri primitivi come Protapirus e quelli più derivati, come l'attuale genere Tapirus. Era un genere rinvenuto esclusivamente in Europa: P. helvetius è noto esclusivamente in Svizzera in terreni dell'Oligocene superiore, P. intermedius proviene dal Miocene inferiore ed è stato rinvenuto in Francia, Germania e anche in Svizzera.